# وادي اخرفيتي (سدح)
وادي اخرفيتي منطقة سكنية تقع في ولاية سدح، التابعة لمحافظة ظفار في سلطنة عمان. يقدر عدد سكانها بـ 85 نسمة حسب إحصاء عام 2010 التابع للمركز الوطني للإحصاء والمعلومات الحكومي. رمز المنطقة هو 21040200.

## الوصلات الخارجية
- المركز الوطني للإحصاء والمعلومات، سلطنة عمان